# VAM-Berg

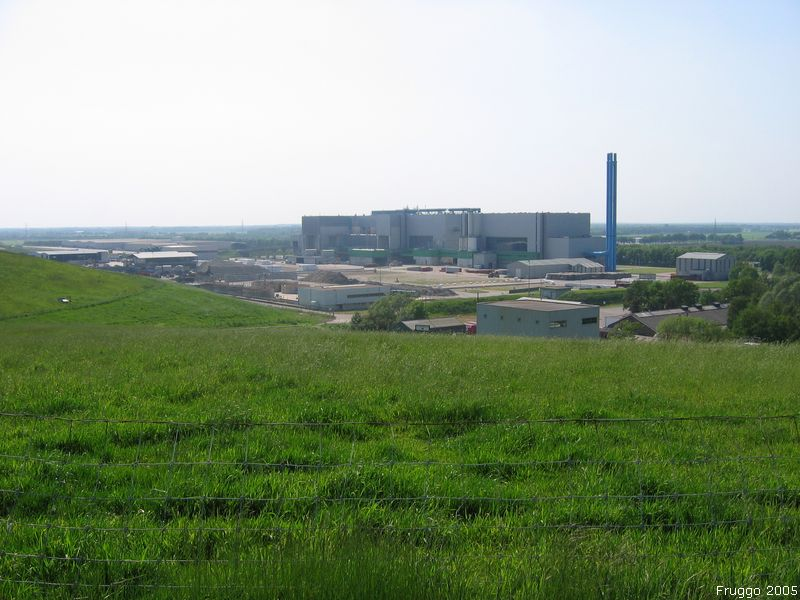
Aussicht von der Deponie

Der VAM-Berg ist eine Mülldeponie nahe der Ortschaft Wijster in der niederländischen Provinz Drenthe. Sie wurde von der ehemaligen Müllentsorgungsgesellschaft Vuil Afvoer Maatschappij angelegt, deren Hauptsitz sich neben der Deponie befand und deren Abkürzung der Berg im Volksmund seinen Namen verdankt. Die VAM ist inzwischen im Attero-Konzern aufgegangen, der die Deponie weiter betreibt.

## Sport und Freizeit
Der VAM-Berg überragt die ansonsten flache Landschaft Drenthes und übertrifft den höchsten natürlichen Höhenzug Hondsrug bei weitem. Ein begrünter Abschnitt im Norden der Deponie war schon längere Zeit für Wanderer zugänglich, bevor im Oktober 2018 ein Mountainbike-Parcours und mehrere Auffahrten für Rennräder eröffnet wurden, inklusive Abschnitten mit Kopfsteinpflaster. Diese bieten Sport- und Freizeitmöglichkeiten, die es sonst in der Gegend nicht gibt. Auf dem Gipfel des scherzhaft auch Col du VAM oder Dak van Drenthe genannten Bergs befindet sich ein Informationszentrum. Der höchste Punkt der Straße liegt bei 48 m über NAP, der Berg selbst soll weiter südlich auf 63 m erhöht werden. Auf den Radsport bezogen ergibt der Name auch einen Bezug zur Abkürzung VAM als Leistungsmaß bei Anstiegen.
Bereits Anfang der 2010er Jahre wurde die damalige Betriebsstraße mehrfach bei der Ronde van Drenthe angefahren. Seit der Eröffnung neuer, anspruchsvoller Routen 2018 wurde der Berg schnell zu einer Hochburg des Radsports, so fand er Eingang in die Olympia’s Tour und die Healthy Ageing Tour. Während der Corona-Pandemie ermöglichte der VAM-Berg die Ausrichtung von Rennen unter Ausschluss der Öffentlichkeit und war Austragungsort der niederländischen Straßen-Meisterschaften sowie der Cyclocross-Europameisterschaften 2021. Auch 2022 fanden die niederländischen Straßen-Meisterschaften auf dem VAM-Berg statt sowie 2023 die europäischen Straßenmeisterschaften.

## Verschiedenes
Eine weitere Müllhalde der VAM befindet sich bei Nuenen in Nordbrabant; auch diese ist der höchste Punkt ihrer Provinz, wird jedoch meistens als De Gulbergen bezeichnet.